# Du côté des petites filles
Du côté des petites filles est un essai sociologique publié en 1973 à Milan par la pédagogue féministe italienne Elena Gianini Belotti sous le titre original italien Dalla parte delle bambine et traduit en 1974 aux Éditions des femmes.

## Présentation de l'ouvrage
L'auteure y met en évidence à l'aide d'une enquête par observation dans les familles, les crèches et les écoles la puissance des stéréotypes enracinés en chacun de nous qui assignent des propriétés et des qualités différentes aux filles et aux garçons dès avant la naissance et tout au long de la prime éducation. Elle signale en outre que toutes les différences relevées manifestent l'infériorité du sexe féminin, les filles ayant finalement une valeur sociale moindre que les garçons après avoir été moins désirées qu'eux.

## Accueil critique
D'après les chercheurs français Christian Baudelot et Roger Establet, qui livrent en 2007 un ouvrage consacré à l'évolution de la situation depuis la parution de l'essai, celui-ci eut « un retentissement immense de par le monde » en mettant en relief un processus ininterrompu de « discrimination continue » qui finissait par forger avec efficacité des systèmes distincts de représentations, d'attentes et d'attitudes rapidement intériorisés par les enfants.
C'est certainement un ouvrage précurseur à la notion de "genre".